# Columbus WCT 1976
Il Columbus WCT 1976 è stato un torneo di tennis giocato sul sintetico indoor. È stata la 1ª edizione del torneo che fa parte del World Championship Tennis 1976. Si è giocato a Columbus negli USA dal 5 all'11 gennaio 1976.

## Campioni

### Singolare maschile
Arthur Ashe ha battuto in finale  Andrew Pattison con il punteggio di 3–6 6–3 7–6

### Doppio maschile
Bob Hewitt /  Frew Donald McMillan hanno battuto in finale  Arthur Ashe /  Tom Okker con il punteggio di 7–6(4), 6–4